# 片桐貞房
片桐 貞房（かたぎり さだふさ）は、大和小泉藩の第3代藩主。

## 生涯
寛永19年（1642年）、第2代藩主・貞昌の三男として生まれる。兄・信明が廃嫡されたため、寛文10年（1670年）に嫡子となる。延宝元年（1673年）に父が死去したため、翌延宝2年（1674年）に家督を継いだ。このとき庶長兄・片桐信隆に1000石を分与したため、1万2000石となる。
宝永7年（1710年）9月22日に死去した。享年69。家督は前年に養子となっていた貞房の弟・松田貞尚の次男の貞起が継いだ。